# Runnin' (Dying to Live)
«Runnin' (Dying to Live)» es un sencillo póstumo de Tupac Shakur y The Notorious B.I.G. de la banda sonora de Tupac Resurrection. El video musical contiene entrevistas de ambos raperos fallecidos y es la única canción del álbum que incluye video. El estribillo pertenece a la canción «Dying to Live» de Edgar Winter, del álbum Edgar Winter's White Trash. La canción, producida por Eminem, alcanzó el puesto #19 en la Billboard Hot 100, el #11 en la R&B/Hip-Hop Songs, el #5 en la U.S. Rap y el #17 en el Reino Unido. Tupac Shakur y Notorious B.I.G. grabaron juntos la canción original en 1994, producida por Easy Mo Bee y conocida como «Runnin' (From tha Police)». La entrevista a Notorious B.I.G. fue realizada semanas antes de su muerte.
La versión del video silencia todos los comentarios y referencias violentas y relacionadas con la droga, incluso los comentarios de Biggie sobre los disparos a Tupac (la versión de la radio solamente censura las palabras malsonantes excepto la palabra «perras» en el verso de Tupac). El verso de 2Pac no es el mismo del de "Runnin' (From tha Police)".

## Canciones
UK Sencillo en CD
| N.º | Título                                                 | Escritor(es)                                                      | Producer(s) | Duración |  |
| 1.  | «Runnin' (Dying to Live)» (feat. The Notorious B.I.G.) | C. Wallace, E. Winter, L. Resto, M. Mathers, O. Harvey, T. Shakur | Eminem      | 3:51     |  |
| 2.  | «Still Ballin» (Nitty remix)                           | T. Shakur, F. Ross                                                | Nitty       | 2:49     |  |